# Le Mémont
Le Mémont település Franciaországban, Doubs megyében. Lakosainak száma 45 fő (2022. január 1.). Le Mémont Le Luhier és Le Russey községekkel határos.

## Népesség
A település népességének változása:
| Lakosok száma | 43   | 27   | 24   | 38   | 40   | 41   | 44   | 46   | 46   | 45   |
|               | 1968 | 1982 | 1990 | 2006 | 2013 | 2015 | 2017 | 2019 | 2020 | 2022 |